# Yetmen
Yetmen (äthiopische Schrift: የትመን yätmän) ist ein Landstädtchen im Süden der Region Amhara in Äthiopien mit etwa 2.900 Einwohnern. Der Markt des Ortes ist für die nähere Umgebung von Bedeutung.
Der Ort gehört administrativ zur Woreda Enemay innerhalb des Bundesstaates Amhara. Er liegt im Hochland von Abessinien in der historischen Region Gojjam, etwa 200 Kilometer nordwestlich von Addis Abeba. Die nächste größere Stadt ist das 17 Kilometer südlich gelegene Dejen. Yetmen liegt in 2396 m Höhe. Über 90 Prozent des zum Blauen Nil hin abfallenden Gemeindegebiets besteht aus landwirtschaftlich genutzten Flächen.
Über 90 Prozent der Einwohner Yetmens sind Amharen und mehr als 95 Prozent gehören der äthiopisch-orthodoxen Kirche an. Muslime stellen kaum 2 Prozent der Bevölkerung.
Die meisten Einwohner leben von der Landwirtschaft. Die wichtigsten gehaltenen Nutztiere sind Rinder und Schafe. Angebaut werden vor allem Getreide, Hülsenfrüchte und Kartoffeln. Getreide, Schrot und Mehl wird zum Teil bis nach Addis Abeba verkauft. Im Ort gibt es eine Motormühle.
Yetmen ist eine junge Ortschaft. Eine verdichtete Siedlung entstand nach 1968, dem Jahr, in dem die örtliche Schule gegründet wurde. Vorher war das Gebiet ausschließlich durch Einzelhöfe und kleine Weiler geprägt.